# Peca
Peca (nemško: Petzen) je gora na Koroškem, v vzhodnem delu Karavank (2126 m n.v.), na slovensko-avstrijski meji. Legenda pravi, da pod njo spi Kralj Matjaž. V neposredni bližini Doma na Peci je Votlina Kralja Matjaža.
Dostop na Peco s Koroške je možen prek Črne na Koroškem (preko naselja Podpeca, Trčovega in Doma na Peci) ali iz Mežice.
Območje gore Pece spada v Geopark Karavanke in je od leta 2013 član Evropske mreže geoparkov (EGN) in Globalne mreže geoparkov (GGN) pod okriljem organizacije UNESCO, in je prvi geopark v Sloveniji ter čezmejni geopark med Slovenijo in Avstrijo.
Znan je Turistični rudnik in muzej - Rudnik svinca in cinka Mežica - Podzemlje Pece, katerega ogled je možen tudi s kolesom in s kajakom.

## Geografija
Peca je najvzhodnejši dvatisočak v Sloveniji. Dokaj obsežno goro na južni strani omejujeta dolini Tople in Meže, na severu pa se dviga nad Podjuno. Njeno vršno zgradbo sestavlja več vrhov. Najvišji vrh, 2126 m visoka Kordeževa glava (nemško Kordeschkopf) leži v njenem južnem delu, je planotasta, porasla pretežno s travo in nizkim rušjem. Proti severozahodu se zložno spušča na Knipsovo sedlo (2012 m), koder je planinsko prehodno mesto na državni meji. Od tod se v isti smeri vzpne na srednji Končnikov vrh (Knieps, 2109 m), kjer se začne greben proti drugemu najvišjemu vrhu, 2113 m visoki Bistriški špici (Feistritzer Spitze) in zadnjemu dvatisočaku Veški kopi (Wackendorfer Spitze, 2074 m). Slednja dva vrhova ležita povsem na avstrijski strani.
Njen južni del je prevotljen s številnimi rovi nekdanjega mežiškega rudnika svinca in cinka. Začetek enega od teh rovov je preurejen v Votlino Kralja Matjaža, najvišje pa sežejo rovi v neposredni bližini Knipsovega sedla.

## Izhodišča
- Mežica,
- Bistrica pri Pliberku,
- Črna na Koroškem,
- Železna Kapla.

## Dostopi
- Kordeževa glava:
  - 1½h: od Doma na Peci (1.665 m), po normalni poti,
  - 2h: od Doma na Peci, po zelo zahtevni poti,
  - 3½h: od Fajmuta v dolini Tople.
  - 2h: od hotela Siebenhütten.
- Bistriška špica:
  - 1½h: od Veške planine,
  - 2h: od hotela Siebenhütten,
  - 3½: iz Koprivne pod Peco
- 1½h: prečenje Kordeževa glava - Bistriška špica.

V južni steni Kordeževe glave se nahaja več plezalnih smeri.